# 首都各界人民庆祝中华人民共和国成立35周年大会

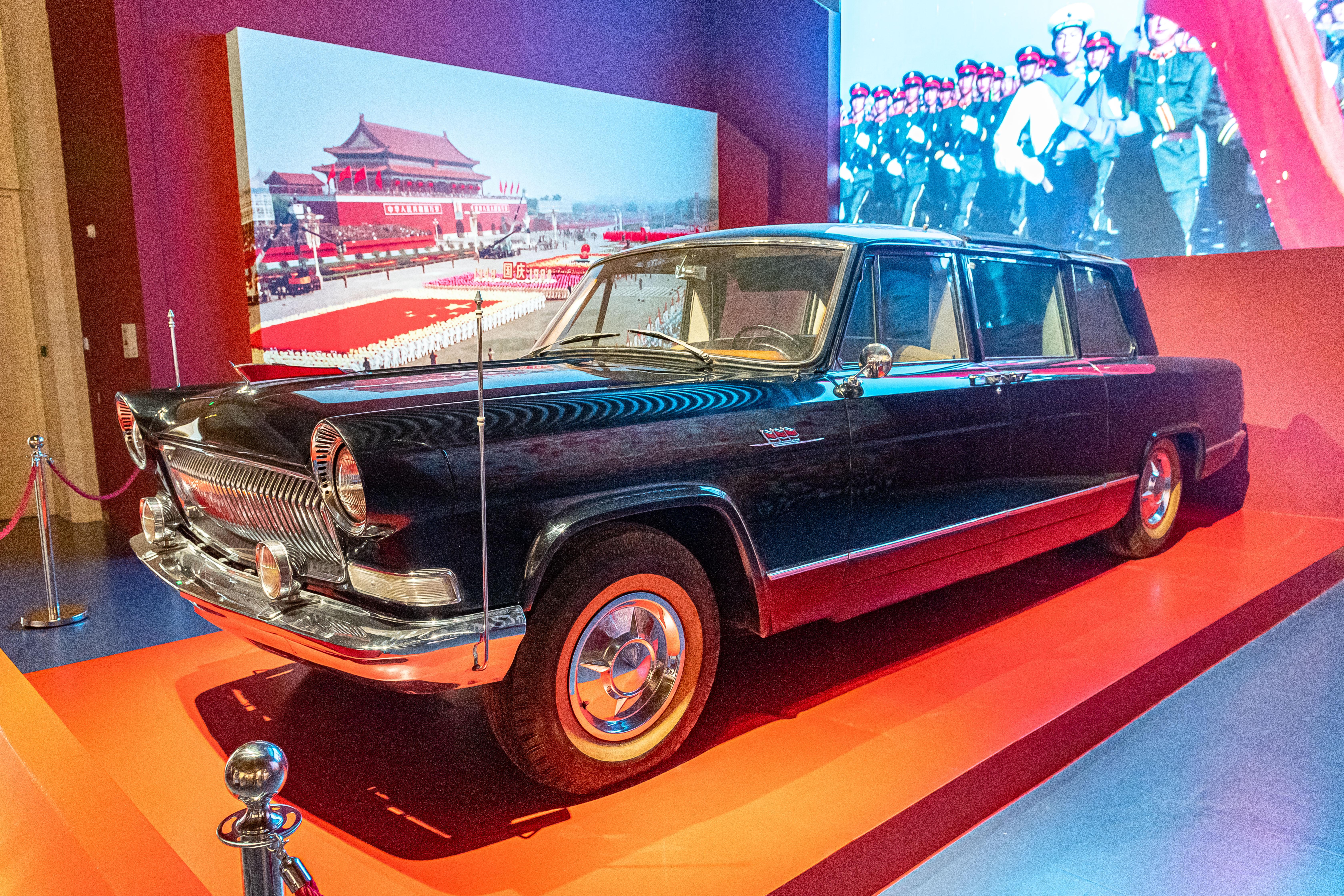
邓小平在此次阅兵时乘坐的红旗检阅车，现藏于中国共产党历史展览馆

首都各界人民庆祝中华人民共和国成立35周年大会於1984年10月1日在中华人民共和国首都北京舉行。中共中央总书记胡耀邦、中共中央军委主席邓小平、国务院总理赵紫阳、中国国家主席李先念、中共中央纪委第一书记陈云、全国人大常委会委员长彭真、全国政协主席邓颖超、中共中央军委副主席徐向前和聂荣臻、国家副主席乌兰夫等党和国家领导人和首都各界人士参加了大会。当日在天安门广场上举行盛大的阅兵仪式和群众游行，本次大会共有约五十万人参加了广场上的庆祝活动，这是中华人民共和国自1960年中断国庆阅兵传统之后所举办的首次国庆阅兵式，当时的阅兵总指挥为秦基伟。